# Scrophularia ramosissima
Scrophularia ramosissima är en flenörtsväxtart. Scrophularia ramosissima ingår i släktet flenörter, och familjen flenörtsväxter.

## Underarter
Arten delas in i följande underarter:
- S. r. minoricensis
- S. r. ramosissima